# Mitobatula castanea
Genre
Espèce
Mitobatula castanea, unique représentant du genre Mitobatula, est une espèce d'opilions laniatores de la famille des Gonyleptidae.

## Distribution
Cette espèce est endémique du Brésil. Elle se rencontre dans les États de Santa Catarina et de Rio de Janeiro.

## Description
Le mâle holotype mesure 6 mm.

## Publication originale
- Roewer, 1931 : « Weitere Weberknechte V. (5. Ergänzung der: "Weberknechte der Erde", 1923). » Abhandlungen der Naturwissenschaftlichen Verein zu Bremen, vol. 28, p. 101–164.